# تیم ملی هندبال ساحلی ایران
تیم ملی هندبال ساحلی مردان ایران نماینده هندبال ساحلی مردان ایران در مسابقات جهانی و بین‌المللی می‌باشد. و توسط فدراسیون هندبال جمهوری اسلامی ایران کنترل می‌شود.

## تورنومنت‌ها

### قهرمانی جهان
| سال   | رتبه      |
| ----- | --------- |
| ۲۰۰۴  | راه نیافت |
| ۲۰۰۶  | راه نیافت |
| ۲۰۰۸  | یازدهم    |
| ۲۰۱۰  | راه نیافت |
| ۲۰۱۲  | راه نیافت |
| ۲۰۱۴  | راه نیافت |
| ۲۰۱۶  | راه نیافت |
| ۲۰۱۸  | هشتم      |
| ۲۰۲۲  | راه یافته |
| مجموع | ۴/۹       |

### قهرمانی آسیا
| سال   | رده         |
| ----- | ----------- |
| ۲۰۰۴  | چهارم       |
| ۲۰۰۷  | نایب قهرمان |
| ۲۰۱۱  | پنجم        |
| ۲۰۱۳  | حاضر نبود   |
| ۲۰۱۵  | پنجم        |
| ۲۰۱۷  | سوم         |
| ۲۰۱۹  | سوم         |
| ۲۰۲۲  | قهرمان      |
| مجموع | ۷/۸         |